# هوندا سیویک (نسل نهم)
هوندا سیویک (نسل نهم) ((Honda Civic (ninth generation)خودرویی است که در سال‌های ۲۰۱۱–۲۰۱۵ در سوزوکا، میه، گرینزبرگ، ایندیانا، الیستون، انتاریو، سوئیندون، گبزه، لاهور، ووهان، پینگتونگ، پرا ناکون سی آیوتایا و ایالت ملاکا تولید شده‌است.
این خودرو در کلاس خودرو کامپکت قرار گرفته، طراحی آن خودروهای موتور جلو-محور جلو بوده طول آن در نسخه هاچ‌بک ۲٬۶۱۹ میلیمتر (۱۰۳٫۱ اینچ) و عرض آن در نسخه هاچ‌بک ۱٬۷۷۰ میلیمتر (۶۹٫۷ اینچ) و ارتفاع آن در نسخه هاچ‌بک ۱٬۵۹۰ میلیمتر (۶۲٫۶ اینچ) و وزن آن در نسخه کوپه ۱٬۱۷۷–۱٬۲۶۰ کیلوگرم (۲٬۵۹۵–۲٬۷۷۸ پوند) است. سیستم جعبه‌دندهٔ آن ۶ و ۵ دنده به دو صورت خودکار و دستی است.